# Idrialita
La idrialita es un mineral de la clase de los minerales compuestos orgánicos. Fue descubierta en 1832 cerca de la localidad de Idrija (Eslovenia), siendo nombrada por este motivo así -en esloveno la localidad se pronuncia Idria-. Un sinónimo poco usado es el de curtisita.

## Características químicas
Químicamente es un hidrocarburo natural, probablemente sea una mezcla de hidrocarburos aromáticos policíclicos; su composición parece ser idéntica al dimetil-benzo-fenantreno. Sin embargo, se distingue del material sintético por el patrón de difracción de rayos X.

## Formación y yacimientos
Los yacimientos naturales en los que se ha encontrado probablemente se han formado por pirólisis de material orgánico cercano que ha sido acumulado en el yacimiento por acción de fluidos hidrotermales circulantes.
Suele encontrarse asociado a otros minerales como: cinabrio, pirita, yeso, cuarzo, metacinabrio, rejalgar y ópalo.